# Hirschstein
Hirschstein est une commune de Saxe (Allemagne), située dans l'arrondissement de Meissen, dans le district de Dresde.

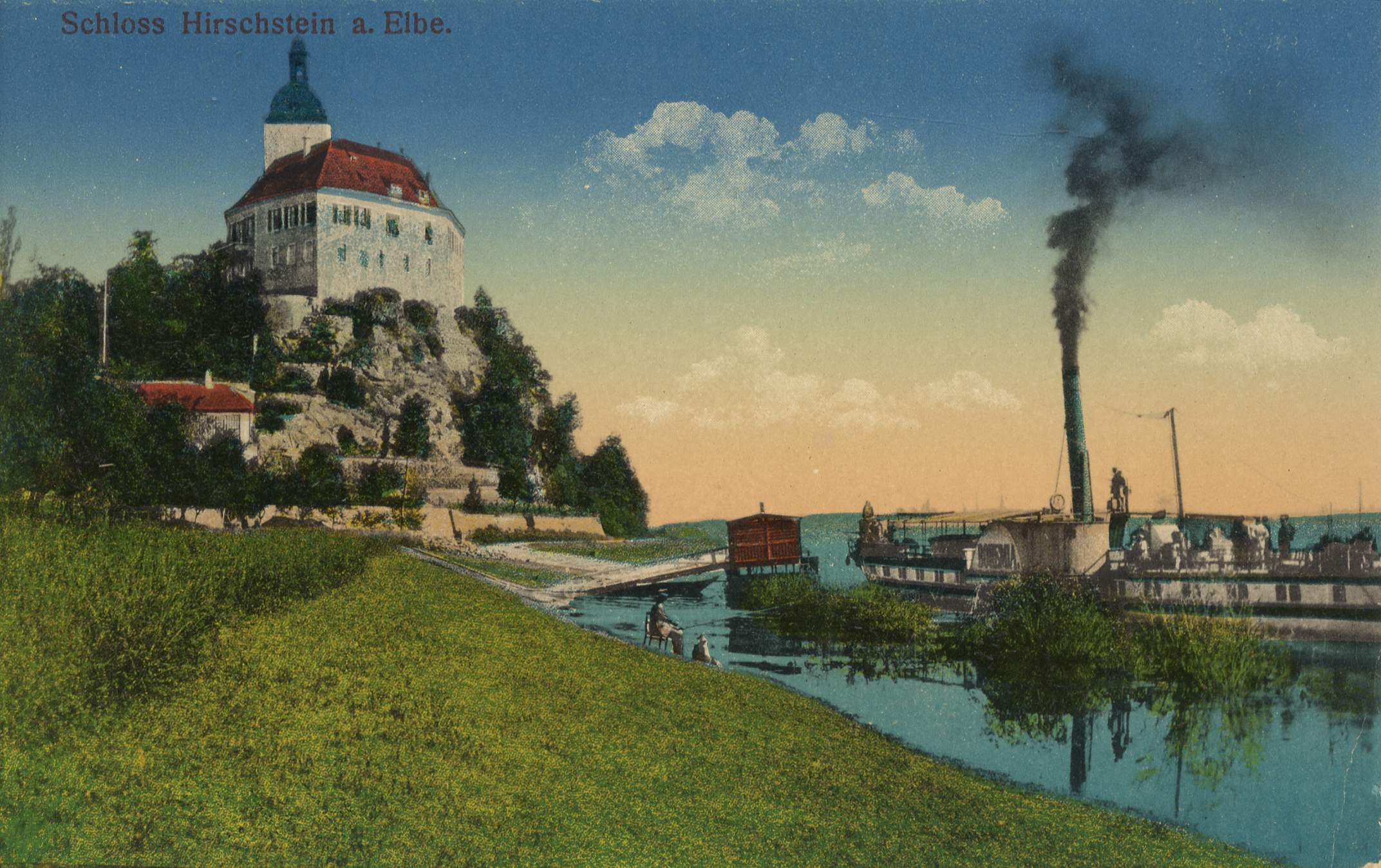
Le château vers 1900.

Durant la Seconde Guerre mondiale, le Roi Léopold III et sa famille ont séjourné  du 11 juin 1944 au 7 mars 1945 dans le château de cette ville, sous la garde de SS, avant d'être déplacés par les nazis à Strobl en Autriche.